# P

P شانزدهمین حرف از حروف الفبای لاتین است. نام انگلیسی آن «پی» است.

## در نگارش فارسی
این حرف معادل حرف / پ / در الفبای فارسی می‌باشد.

## کاربرد

### ریاضی
در ریاضی حرف 

### اقتصاد
حرف p (پی کوچک) در مفاهیم اقتصادی یکای پول پنی درنظر گرفته می‌شود. همچنین حرف پی بصورت ₽ نماد یکای پول روسیه با نام روبل است.

### قوانین نشر
در قوانین کپی رایت حرف ℗ نماد کپی رایت ضبط صدا است.

### شیمی
در فهرست عناصر بر پایه نماد شیمیایی حرف P نماد عنصر فسفر است.

### فیزیک
در فیزیک حرف P نماد فشار (پرشر) است.

### الکترونیک
در الکترونیک حرف P نماد قدرت (پاور) و در نقشه‌خوانی نماد الکترونیکی پایه اتصال است.

### تابلوهای اخباری
در تابلوهای اخباری نشان‌های راهنمایی و رانندگی؛ P مخفف پارکینگ است.

## نگارخانه

پیکسار
نشان‌واره شرکت فایزر با P ناخوانا
نشان‌واره پلی‌استیشن
تابلو پارکینگ